# Rodime
Rodime era una compañía de electrónica que especializa en discos duros, basados en Glenrothes, Escocia. Fue fundada en 1979 por varios empleados escoceses y americanos de Burroughs Corporation y listado en la Bolsa de valores de Londres en 1986, deviniendo Rodime PLC.
Rodime produjo una amplia gama de discos duros, inicialmente dispositivos compatibles ST-506 en formato 5,25, más tarde lanzando el primer disco duro de 3,5 del mundo y fabricando también discos SCSI y ATA.
Debido a la competencia creciente y retrasos en desarrollar productos nuevos, Rodime devendría sin beneficios desde 1985, por lo que un paquete de reestructuración financiera se puso en marcha en 1989. Aun así, en 1991, Rodime cesó de fabricar y quedó reducido a una compañía de holding que continuaba para seguir las demandas judiciales sobre patentes contra otros fabricantes de disco duros como Quantum Corporation y Seagate.
Algún exempleados del personal de ingeniería de Rodime fundaron Calluna Technology, que se especializó en los discos duros de 1,8 pulgadas para tarjetas PC Card.
En 2000, Rodime PLC realizó una absorción inversa del negocio de apuestas de Littlewoods, cambiando por ello su negocio principal al juego y apuestas. Poco después, cambia su nombre a Sportech PLC.

## Algunos equipos que montaron discos duros Rodime
- Apricot F10
- CST Thor: Thor PC, Thor XVI